# 씨이랩
주식회사 씨이랩(XIIlab)은 대한민국의 AI영상분석 기업이다.

## 역사
2010년에 KT기술전략실과장과 KT로봇사업담당 선임연구원을 거친 이우영 대표가 설립하였다.
2021년 2월 24일에 주관사를 아이비케이투자증권으로 공모가 35,000원에 코스닥 시장에 상장하였다.
클라우드 기반 AI 영상분석 서비스 ‘비디고(Vidigo)’, 합성데이터(Synthetic data) 생성 솔루션 ‘엑스젠(X-GEN)’, 엔비디아 GPU 어플라이언스 제품 등을 보유하고 있다. 엔비디아의 협력사로 딥러닝 솔루션 우유니(GPU 자원관리 솔루션)를 엔비디아의 GPU에 적용하여 판매하고 있으며 2024년 9월 엔비디아의 국내 총판인 에즈웰플러스와 ‘엔비디아 옴니버스 기반 디지털트윈 플랫폼 구축’ 계약을 체결했다.
2025년 178억원 규모의 주주배정 후 실권주 일반공모 방식으로 유상증자할 예정이다.